# Olimpiadi degli scacchi del 2008

Nazioni partecipanti: in verde chiaro i paesi che hanno partecipato ad entrambi i tornei, in verde scuro quelle che hanno partecipato solo al torneo open.

Le Olimpiadi degli scacchi del 2008 si sono tenute dal 12 al 25 novembre a Dresda. Sono state la 38ª edizione ufficiale organizzata dalla FIDE, comprendenti una sezione open ed una femminile, numerosi eventi collaterali destinati a promuovere gli scacchi e un congresso della FIDE.

## Regolamento
In questa edizione sono stati apportati numerosi cambiamenti al regolamento rispetto alle precedenti: i turni di gioco sono stati ridotti da 14 ad 11, mentre sono stati unificati il numero di componenti delle squadre open e femminile, che sono diventati cinque, compresa una riserva. Precedentemente i giocatori erano sei per il torneo open (comprese due riserve) e quattro per il torneo femminile (compresa una riserva). Inoltre sono state proibite le patte per accordo prima della trentesima mossa (questa regola era già stata tentata in passato per diminuire il numero di patte, ad esempio nelle Olimpiadi del 1962), ed è stato introdotto l'obbligo per i giocatori di presentarsi all'inizio della partita, pena la sconfitta a forfait, mentre in precedenza era consentito fino a un'ora di ritardo.
Inoltre, le federazioni nazionali hanno dovuto consegnare la lista dei propri giocatori entro il 12 settembre, mentre in precedenza era consentito cambiare la formazione fino a poche ore prima dell'inizio della competizione.
È stato inoltre cambiato il sistema di punteggio: anziché assegnare alla squadra tutti i punti conquistati dai singoli componenti (quindi 1 punto per ogni vittoria, 0,5 per le patte, 0 per la sconfitta), vittoria e sconfitta sono stati conteggiati come squadra: quindi nel confronto tra due formazioni quella che ottiene più punti individuali conquista 2 punti-squadra, mentre 1 punto è assegnato in caso di pareggio e nessuno in caso di sconfitta. In caso di parità, la classifica è determinata da:
- sistema Sonnenborn-Berger: somma dei punteggi degli avversari affrontati (escluso quello con il punteggio più basso), ciascuno moltiplicato per il punteggio ottenuto dalla squadra;
- bucholz: somma dei punteggio degli avversari affrontati, escluso quello con il punteggio più basso;
- punteggio totale dei giocatori.[5]

L'arbitro capo delle Olimpiadi è stato Ignatius Leong, di Singapore.

## Torneo open
Al torneo open hanno partecipato 154 squadre, tre delle quali tedesche.

### Risultati a squadre
Oltre alla classifica generale, vengono stilate anche classifiche anche in base al seed, con le squadre divise in cinque gruppi.
| Pos. | Squadra     | Giocatori                                                                                              | Seed | Elo  | 2 | 1 | 0 | Punti | S-B   |
| ---- | ----------- | --- | ---- | ---- | - | - | - | ----- | ----- |
|      | Armenia     | Lewon Aronyan, Vladimir Hakobyan, Gabriel Sargsyan, Tigran Petrosyan, Artašes Minasyan                 | 9    | 2677 | 9 | 1 | 1 | 19    | 400,5 |
|      | Israele     | Boris Gelfand, Michael Roiz, Boris Avrukh, Evgenij Postny, Maxim Rodshtein                             | 8    | 2682 | 8 | 2 | 1 | 18    | 377,5 |
|      | Stati Uniti | Gata Kamskij, Hikaru Nakamura, Aleksandr Oniščuk, Jurij Šul'man, Varowžan Hakobyan                     | 10   | 2673 | 8 | 1 | 2 | 17    | 362   |
| 4    | Ucraina     | Vasyl' Ivančuk, Sergej Karjakin, Pavlo El'janov, Zachar Jefimenko, Andrij Volokitin                    | 2    | 2729 | 7 | 3 | 1 | 17    | 348,5 |
| 5    | Russia      | Vladimir Kramnik, Pëtr Svidler, Aleksandr Griščuk, Aleksandr Morozevič, Dmitrij Jakovenko              | 1    | 2756 | 7 | 2 | 2 | 16    | 375   |
| 6    | Azerbaigian | Teymur Rəcəbov, Şəhriyar Məmmədyarov, Vüqar Həşimov, Qədir Hüseynov, Rauf Məmmədov                     | 4    | 2709 | 7 | 2 | 2 | 16    | 359,5 |
| 7    | Cina        | Wang Yue, Bu Xiangzhi, Ni Hua, Wang Hao, Li Chao                                                       | 3    | 2714 | 7 | 2 | 2 | 16    | 357,5 |
| 8    | Ungheria    | Péter Lékó, Judit Polgár, Zoltán Almási, Csaba Balogh, Ferenc Berkes                                   | 5    | 2692 | 7 | 2 | 2 | 16    | 341,5 |
| 9    | Vietnam     | Nguyen Ngoc Truong Son, Lê Quang Liêm, Dao Thien Hai, CM Nguyen Van Huy, Tu Hoang Thong                | 37   | 2539 | 7 | 2 | 2 | 16    | 340   |
| 10   | Spagna      | Aleksej Širov, Francisco Vallejo Pons, Miguel Illescas Córdoba, Ibragim Khamrakulov, Pablo San Segundo | 12   | 2644 | 7 | 2 | 2 | 16    | 337,5 |

#### Gruppo A
|  | Squadra     | Piazzamento totale | Seed | Elo  | Punti |
|  | Ucraina     | 4                  | 2    | 2729 | 17    |
|  | Russia      | 5                  | 1    | 2756 | 16    |
|  | Azerbaigian | 6                  | 4    | 2709 | 16    |

#### Gruppo B
|  | Squadra    | Piazzamento totale | Seed | Elo  | Punti |
|  | Vietnam    | 9                  | 37   | 2539 | 16    |
|  | Montenegro | 26                 | 42   | 2522 | 14    |
|  | Canada     | 28                 | 48   | 2500 | 14    |

#### Gruppo C
|  | Squadra    | Piazzamento totale | Seed | Elo  | Punti |
|  | Paraguay   | 48                 | 64   | 2415 | 13    |
|  | Indonesia  | 52                 | 69   | 2387 | 12    |
|  | Portogallo | 55                 | 61   | 2441 | 12    |

#### Gruppo D
|  | Squadra     | Piazzamento totale | Seed | Elo  | Punti |
|  | Lussemburgo | 75                 | 95   | 2286 | 11    |
|  | Giordania   | 76                 | 93   | 2288 | 11    |
|  | Giappone    | 77                 | 106  | 2206 | 11    |

#### Gruppo E
|  | Squadra     | Piazzamento totale | Seed | Elo  | Punti |
|  | Pakistan    | 65                 | 130  | 2031 | 11    |
|  | Nigeria     | 102                | 134  | 1988 | 9     |
|  | Afghanistan | 107                | 123  | 2095 | 9     |

### Risultati individuali
Medaglie furono assegnate ai migliori giocatori (con almeno otto partite giocate) secondo la prestazione Elo, considerando con spareggio la percentuale di punti ottenuti, con classifiche separate secondo la scacchiera; le riserve sono state considerate come giocatori della quinta.

#### Prima scacchiera
|  | Giocatore          | Squadra  | Elo  | Prestazione | Punti | Partite | Percentuale |
|  | ------------------ | -------- | ---- | ----------- | ----- | ------- | ----------- |
|  | GM Péter Lékó      | Ungheria | 2747 | 2834        | 7,5   | 10      | 75          |
|  | GM Boris Gelfand   | Israele  | 2719 | 2833        | 7,5   | 10      | 75          |
|  | GM Veselin Topalov | Bulgaria | 2791 | 2821        | 6,5   | 8       | 81,3        |

#### Seconda scacchiera
|  | Giocatore                 | Squadra | Elo  | Partite | Prestazione | Punti | Percentuale |
|  | ------------------------- | ------- | ---- | ------- | ----------- | ----- | ----------- |
|  | GM Vladimir Hakobyan      | Armenia | 2679 | 2813    | 8           | 11    | 72,7        |
|  | GM Francisco Vallejo Pons | Spagna  | 2664 | 2807    | 9           | 11    | 81,8        |
|  | GM Vasilios Kotronias     | Grecia  | 2587 | 2781    | 8,5         | 11    | 77,3        |

#### Terza scacchiera
|  | Giocatore                | Squadra     | Elo  | Prestazione | Punti | Partite | Percentuale |
|  | ------------------------ | ----------- | ---- | ----------- | ----- | ------- | ----------- |
|  | GM Gabriel Sargsyan      | Armenia     | 2642 | 2869        | 9     | 11      | 81,8        |
|  | GM Vüqar Həşimov         | Azerbaigian | 2703 | 2765        | 6,5   | 9       | 72,2        |
|  | GM Tiger Hillarp Persson | Svezia      | 2543 | 2762        | 8     | 10      | 80          |

#### Quarta scacchiera
|  | Giocatore              | Squadra    | Elo  | Prestazione | Punti | Partite | Percentuale |
|  | ---------------------- | ---------- | ---- | ----------- | ----- | ------- | ----------- |
|  | GM Dragisa Blagoljević | Montenegro | 2522 | 2792        | 8     | 9       | 88,9        |
|  | GM Aleksandǎr Delčev   | Bulgaria   | 2632 | 2788        | 7     | 10      | 70          |
|  | GM Daniel Fridman      | Germania A | 2630 | 2741        | 7     | 10      | 70          |

#### Quinta scacchiera (riserva)
|  | Giocatore            | Squadra  | Elo  | Prestazione | Punti | Partite | Percentuale |
|  | -------------------- | -------- | ---- | ----------- | ----- | ------- | ----------- |
|  | GM Dmitrij Jakovenko | Russia   | 2737 | 2794        | 7     | 9       | 77,8        |
|  | GM Maxim Rodshtein   | Israele  | 2609 | 2776        | 7     | 9       | 77,8        |
|  | GM Ferenc Berkes     | Ungheria | 2645 | 2696        | 6,5   | 9       | 72,2        |

## Torneo femminile
Al torneo open partecipano 114 squadre, tre delle quali tedesche.

### Risultati a squadre
Oltre alla classifica generale, vengono stilate anche classifiche anche in base al seed, con le squadre divise in cinque gruppi.
| Pos. | Squadra     | Giocatori | Seed | Elo  | 2 | 1 | 0 | Punti | S-B   |
| ---- | ----------- | --- | ---- | ---- | - | - | - | ----- | ----- |
|      | Georgia     | GM Maia Chiburdanidze, MI Nana Dzagnidze, MI Lela Javakhishvili, MI Majja Lomineišvili, MI Sopiko Khukhashvili   | 4    | 2476 | 8 | 2 | 1 | 18    | 411,5 |
|      | Ucraina     | GM Kateryna Lahno, GMF Natalija Žukova, MI Anna Ušenina, MI Inna Haponenko, GMF Natalija Zdebs'ka                | 2    | 2486 | 7 | 4 | 0 | 18    | 406,5 |
|      | Stati Uniti | MI Irina Krush, MI Anna Zatonskih, GMF Rusudan Goletiani, GMF Katerina Rohonyan, MFF Tatev Abrahamyan            | 7    | 2396 | 8 | 1 | 2 | 17    | 390,5 |
| 4    | Russia      | GM Aleksandra Kostenjuk, MI Tat'jana Kosinceva, MI Nadežda Kosinceva, MI Ekaterina Korbut, GMF Natal'ja Pogonina | 1    | 2495 | 7 | 3 | 1 | 17    | 367   |
| 5    | Polonia     | MI Monika Soćko, MI Iweta Rajlich, GMF Jolanta Zawadzka, MIF Joanna Majdan, MIF Marta Przezdziecka               | 9    | 2386 | 8 | 1 | 2 | 17    | 364,5 |
| 6    | Armenia     | MI Elina Danielyan, MI Lilit' Mkrtčyan, GMF Nelly Aginyan, MIF Lilit' Galoyan, MIF Siranuš Andriasyan            | 6    | 2397 | 8 | 0 | 3 | 16    | 353   |
| 7    | Serbia      | MI Alisa Marić, MI Nataša Bojković, GMF Anđelija Stojanović, GMF Irina Čeluškina, GMF Ana Benderac               | 10   | 2386 | 7 | 2 | 2 | 16    | 318,5 |
| 8    | Cina        | GMF Hou Yifan, GM Zhao Xue, GMF Shen Yang, Ju Wenjun, Tan Zhongyi                                                | 3    | 2486 | 6 | 3 | 2 | 15    | 392,5 |
| 9    | Israele     | MI Masha Klinova, MI Angela Borsuk, GMF Bella Igla, MIF Olga Vasiliev, MFF Marsel Efroimski                      | 21   | 2304 | 6 | 3 | 2 | 15    | 325   |
| 10   | Bielorussia | GMF Anna Šarevič, MIF Natalija Popova, MIF Nadežda Azarova, MIF Tatiana Berlin, MFF Elena Klimec'                | 26   | 2278 | 6 | 3 | 2 | 15    | 317,5 |

#### Gruppo A
|  | Squadra | Piazzamento totale | Seed | Elo  | Punti |
|  | Russia  | 4                  | 1    | 2495 | 17    |
|  | Polonia | 5                  | 9    | 2386 | 17    |
|  | Armenia | 6                  | 6    | 2397 | 16    |

#### Gruppo B
|  | Squadra     | Piazzamento totale | Seed | Elo  | Punti |
|  | Bielorussia | 10                 | 26   | 2278 | 15    |
|  | Italia      | 12                 | 33   | 2245 | 15    |
|  | Croazia     | 20                 | 30   | 2259 | 14    |

#### Gruppo C
|  | Squadra    | Piazzamento totale | Seed | Elo  | Punti |
|  | Mongolia   | 17                 | 47   | 2161 | 14    |
|  | Germania 2 | 34                 | 48   | 2159 | 13    |
|  | Indonesia  | 42                 | 67   | 2021 | 12    |

#### Gruppo D
|  | Squadra   | Piazzamento totale | Seed | Elo  | Punti |
|  | Finlandia | 54                 | 69   | 2014 | 11    |
|  | Scozia    | 56                 | 71   | 1986 | 11    |
|  | Sudafrica | 67                 | 73   | 1938 | 11    |

#### Gruppo E
|  | Squadra       | Piazzamento totale | Seed | Elo  | Punti |
|  | Qatar         | 85                 | 91   | 1656 | 9     |
|  | Taipei cinese | 86                 | 96   | 1556 | 9     |
|  | Angola        | 90                 | 101  | 1506 | 8     |

### Risultati individuali
Medaglie furono assegnate ai migliori giocatori (con almeno otto partite giocate) secondo la prestazione Elo, considerando con spareggio la percentuale di punti ottenuti, con classifiche separate secondo la scacchiera; le riserve sono state considerate come giocatori della quinta.

#### Prima scacchiera
|  | Giocatrice               | Squadra | Elo  | Prestazione | Punti | Partite | Percentuale |
|  | ------------------------ | ------- | ---- | ----------- | ----- | ------- | ----------- |
|  | GM Maia Chiburdanidze    | Georgia | 2489 | 2715        | 7,5   | 9       | 83,3        |
|  | MI Martha Fierro Baquero | Ecuador | 2361 | 2613        | 7,5   | 8       | 93,8        |
|  | GMF Hou Yifan            | Cina    | 2578 | 2563        | 7,5   | 11      | 68,2        |

#### Seconda scacchiera
|  | Giocatrice          | Squadra     | Elo  | Partite | Prestazione | Punti | Percentuale |
|  | ------------------- | ----------- | ---- | ------- | ----------- | ----- | ----------- |
|  | MI Anna Zotonskih   | Stati Uniti | 2440 | 2488    | 8           | 10    | 80          |
|  | GMF Natalija Žukova | Ucraina     | 2488 | 2553    | 7           | 10    | 70          |
|  | MI Lilit Mkrtchian  | Armenia     | 2443 | 2549    | 8           | 11    | 72,7        |

#### Terza scacchiera
|  | Giocatrice            | Squadra     | Elo  | Prestazione | Punti | Partite | Percentuale |
|  | --------------------- | ----------- | ---- | ----------- | ----- | ------- | ----------- |
|  | MI Nadežda Kosinceva  | Russia      | 2468 | 2591        | 8,5   | 10      | 85          |
|  | GMF Rusudan Goletiani | Stati Uniti | 2359 | 2542        | 9     | 11      | 81,8        |
|  | MI Ildikó Mádl        | Ungheria    | 2376 | 2464        | 8     | 11      | 72,7        |

#### Quarta scacchiera
|  | Giocatrice                 | Squadra | Elo  | Prestazione | Punti | Partite | Percentuale |
|  | -------------------------- | ------- | ---- | ----------- | ----- | ------- | ----------- |
|  | MIF Joanna Majdan          | Polonia | 2284 | 2621        | 9,5   | 11      | 86,4        |
|  | MIF Oleiny Linares Nápoles | Cuba    | 2261 | 2530        | 9     | 10      | 90          |
|  | MI Maia Lomineishvili      | Georgia | 2437 | 2432        | 6     | 9       | 66,7        |

#### Quinta scacchiera (riserva)
|  | Giocatrice            | Squadra | Elo  | Prestazione | Punti | Partite | Percentuale |
|  | --------------------- | ------- | ---- | ----------- | ----- | ------- | ----------- |
|  | GMF Natalija Zdebs'ka | Ucraina | 2737 | 2794        | 7     | 8       | 87,5        |
|  | GMF Mary Ann Gomes    | India   | 2609 | 2776        | 6     | 8       | 75          |
|  | GMF Alina Moţoc       | Romania | 2645 | 2696        | 8     | 11      | 72,7        |

## Titolo assoluto
Il trofeo Nona Gaprindashvili viene aggiudicato alla nazione partecipante le cui squadre nel torneo open ed in quello femminile hanno ottenuto una migliore somma dei punti dei due tornei. In caso di parità la classifica viene formata attraverso gli stessi spareggi dei singoli tornei, ma sommati.
| Pos. | Nazione     | Punti open | Punti femminile | Somma | S-B   |
| ---- | ----------- | ---------- | --------------- | ----- | ----- |
|      | Ucraina     | 17         | 18              | 35    | 755   |
|      | Armenia     | 19         | 16              | 35    | 753,5 |
|      | Stati Uniti | 17         | 17              | 34    | 752,5 |
| 4    | Georgia     | 16         | 18              | 34    | 732,5 |
| 5    | Russia      | 16         | 17              | 33    | 742   |
| 6    | Israele     | 18         | 15              | 33    | 702,5 |
| 7    | Cina        | 16         | 15              | 31    | 750   |
| 8    | Polonia     | 13         | 17              | 30    | 665,5 |
| 9    | Ungheria    | 16         | 14              | 30    | 662,5 |
| 10   | Serbia      | 14         | 16              | 30    | 620,5 |

## Nazioni partecipanti
149 nazioni hanno partecipato alle Olimpiadi: di queste, 109 hanno schierato sia la squadra open che quella femminile (la Germania con tre squadre per torneo), cui si aggiungono tre organizzazioni internazionali:
- Associazione Internazionale Scacchi alla cieca
- Associazione Internazionale Scacchi per disabili fisici
- Associazione Internazionale Scacchi silenziosi
- Afghanistan
- Albania
- Algeria
- Angola
- Argentina
- Armenia
- Aruba
- Australia
- Austria
- Azerbaigian
- Bangladesh
- Barbados
- Bielorussia
- Bolivia
- Bosnia ed Erzegovina
- Botswana
- Brasile
- Bulgaria
- Canada
- Cina
- Colombia
- Corea del Sud
- Costa Rica
- Croazia
- Cuba
- Danimarca
- Ecuador
- Egitto
- El Salvador
- Emirati Arabi Uniti
- Estonia
- Figi
- Filippine
- Finlandia
- Francia
- Georgia
- Germania
- Giappone
- Grecia
- Guatemala
- Honduras
- India
- Indonesia
- Inghilterra
- Iran
- Iraq
- Irlanda
- Islanda
- Israele
- Italia
- Kazakistan
- Kenya
- Kirghizistan
- Lettonia
- Libano
- Libia
- Lituania
- Lussemburgo
- Macao
- Malta
- Marocco
- Messico
- Moldavia
- Mongolia
- Montenegro
- Nigeria
- Norvegia
- Nuova Zelanda
- Paesi Bassi
- Pakistan
- Panama
- Paraguay
- Perù
- Polonia
- Portogallo
- Porto Rico
- Qatar
- Rep. Ceca
- Rep. Dominicana
- Romania
- Russia
- Scozia
- Serbia
- Seychelles
- Slovacchia
- Slovenia
- Sudafrica
- Spagna
- Sri Lanka
- Suriname
- Svezia
- Svizzera
- Siria
- Taipei cinese
- Tagikistan
- Trinidad e Tobago
- Tunisia
- Turchia
- Turkmenistan
- Stati Uniti
- Ucraina
- Ungheria
- Uruguay
- Uzbekistan
- Venezuela
- Vietnam
- Galles
- Yemen
- Zambia

40 nazioni hanno invece schierato solamente la squadra open:
- Andorra
- Antille Olandesi
- Belgio
- Bermuda
- Brunei
- Cipro
- Etiopia
- Gabon
- Ghana
- Giamaica
- Giordania
- Guernsey
- Hong Kong
- Fær Øer
- Isole Vergini Americane
- Isole Vergini Britanniche
- Jersey
- Liechtenstein
- Macedonia
- Madagascar
- Malawi
- Malaysia
- Maldive
- Mauritius
- Monaco
- Mozambico
- Birmania
- Namibia
- Nepal
- Nicaragua
- Palestina
- Papua Nuova Guinea
- Ruanda
- San Marino
- Sierra Leone
- Singapore
- Sudan
- Thailandia
- Uganda
- Zimbabwe